# Ci hai rotto papà
Ci hai rotto papà è un film del 1993 diretto da Castellano e Pipolo. Si tratta dell'ultima pellicola diretta dalla coppia di registi.

## Trama
Roma, rione Prati. Un gruppo di ragazzi è solito ritrovarsi al cinema abbandonato Esperia: tra di loro si chiamano "Gli Intoccabili", dal nome dell'ultimo film proiettato in quel cinema. Il loro motto è "Guerra ai grandi!" poiché il loro intento è vendicarsi degli adulti che li vessano con punizioni e proibizioni, organizzando nei loro confronti scherzi a volte terribili. Il capo del gruppo è l'intelligentissimo Marco Spaziani; poi ci sono Fabrizio Della Torre detto "Karate Kid", Stefania Rinaldi, l'unica femmina nel gruppo, Paolo Tiberi, figlio del portiere, e il piccolo Zibbo DeLorme, figlio di un diplomatico e ingegnere Africano, soprannominati rispettivamente "Latte" e "Caffè" perché sono amici per la pelle. Al gruppo si aggiunge in seguito Andrea Cecconi: inizialmente osteggiato dal resto dei ragazzi perché "lombardo" (viene soprannominato per questo motivo "Cotoletta"), il ragazzo riesce a guadagnarsi l'amicizia e la stima degli altri componenti. In seguito farà ammettere nel gruppo il fratello minore Carletto e perfino il loro San Bernardo Mozart.
Le imprese degli "Intoccabili" sono molte e varie, e colpiscono gli abitanti del palazzo rei di averli rimproverati, tra cui l'acida zitella Taddei, il severo colonnello Nardini e i signori Scalia, coppia di gelosissimi Siciliani. I ragazzi riescono poi a liberare da un centro di sperimentazioni mediche lo scimpanzè domestico di un loro amico, il calzolaio Enzo; si vendicano poi di suor Giovanna, direttrice della scuola di Stefania, colpevole di aver rivelato alla classe la sua infatuazione per Marco. Gli scherzi non risparmiano nemmeno il nonno di Marco (che riesce però a vendicarsi una volta morto) e Franca, la sorella maggiore di Fabrizio, assieme all'inquietante fidanzato di lei, Pietro "Manodilegno".
Andrea, nel frattempo, si innamora di Stefania; Marco organizza per loro un appuntamento, ma si tratta in realtà di uno scherzo: i due vengono infatti sorpresi sul palco dell'Esperia dagli altri quattro, che si burlano della dichiarazione d'amore di Andrea e causano la rabbia sua e di Stefania. Il risentimento dei due è talmente forte che per gli Intoccabili sembra essere arrivata la fine, ma Paolo, Fabrizio, Marco e Zibbo riusciranno a farsi perdonare.
Poco dopo, per difendere Stefania dalla vittima di uno dei loro scherzi, Andrea viene investito da un'auto e finisce in coma; gli Intoccabili riescono a farlo svegliare cantando per lui la canzone che accompagna le loro gite in bici. Tutto si conclude per il meglio: mesi dopo, i ragazzi, le loro famiglie e molte vittime dei loro scherzi si riuniscono per il matrimonio di Franca e "Manodilegno"; anche qui gli Intoccabili ne approfittano per fare scherzi, segno che la loro "Guerra ai Grandi" è tutt'altro che terminata.

## Personaggi
- Marco Spaziani: Capo autoproclamatosi della banda de "Gli Intoccabili". È il più carismatico del gruppo ed è molto bravo a scuola, soprattutto in matematica. Ha una forte cotta per una studentessa da cui prende ripetizioni. Vive con i genitori e con l'anziano nonno, vittima dei suoi continui scherzi dovuti alla sua forte miopia.
- Andrea Cecconi detto Cotoletta: Trasferitosi a Roma da Milano per via del lavoro del padre, diviene membro della banda dopo esserne stato inizialmente loro vittima. Col tempo riesce a diventare il secondo in comando della banda. Prova forti sentimenti per Stefania, inizialmente non corrisposti. Ha un fratello più piccolo, Carletto, che diventerà anche lui membro della banda.
- Stefania Rinaldi: Unico membro di sesso femminile della banda, è una ragazzina bellissima e inizialmente innamorata di Marco, che però non la ricambia. Vive da sola col padre, divorziato da sua madre. A differenza del resto del gruppo frequenta una scuola privata gestita da suore con cui ha pessimi rapporti, specie con la madre superiora Suor Giovanna.
- Fabrizio Della Torre detto Karate Kid: Esperto conoscitore delle arti marziali, vive con i genitori e con la sorella Franca, fidanzata con Pietro detto Manodilegno, a causa della sua mano artificiale.
- Paolo Tiberi detto Latte: Figlio del portiere dello stabile dove vivono Gli Intoccabili e fraterno amico di Zibbo detto Caffè. È napoletano, ha grandi difficoltà a scuola e si ritrova in divertenti battibecchi col padre. Ha un fratello maggiore che verrà aiutato dalla banda per ottenere il tanto desiderato motorino.
- Zibbo DeLorme detto Caffè: Amico fraterno di Paolo detto Latte e figlio di un importante diplomatico africano. È l'unico membro del gruppo a non abitare nello stabile dove vivono tutti gli altri membri della banda. Ha una grande paura del buio ed è per questo spesso vittima delle angherie del maggiordomo Isaac che gli spegne sempre la luce prima di dormire. È orfano di madre ed è tifoso della Juventus.
- Carletto Cecconi: Fratello minore di Andrea e membro più piccolo della banda. Ama le Tartarughe Ninja e possiede un San Bernardo chiamato Mozart, omaggiando chiaramente il noto cane della serie di film.

## Produzione
Il film è stato girato prevalentemente a Roma. Tra i luoghi delle riprese romane via Sebino, la scuola elementare "Giuseppe Mazzini" in via Volsinio 25 e la chiesa dei Santi Domenico e Sisto in largo Angelicum. È uscito nei cinema il 3 settembre 1993.
Il lungometraggio esiste in due versioni: quella cinematografica, della durata di 96 minuti, e quella integrale da 154 minuti. Nella prima visione TV, avvenuta su Canale 5 il 12 febbraio 1995, fu trasmessa la versione integrale, mentre nelle repliche successive si preferì mandare in onda la versione cinematografica. Dal 2012 su Italia 2 viene regolarmente mandata in onda la versione integrale.